# انتسکرایس
انتسکرایس (به آلمانی: Enzkreis) یک ناحیه در آلمان است که در کارلسروهه واقع شده‌است. انتسکرایس  ۱۹۴٬۲۱۶ نفر جمعیت دارد.

## خواهرخوانده
شهرهای Mysłowice و دیور-موشون-شوپرون خواهرخوانده‌های انتسکرایس هستند.